# PRKACG
PRKACG (англ. Protein kinase cAMP-activated catalytic subunit gamma) – білок, який кодується однойменним геном, розташованим у людей на короткому плечі 9-ї хромосоми. Довжина поліпептидного ланцюга білка становить 351 амінокислот, а молекулярна маса — 40 434.
| 10         |  | 20         |  | 30         |  | 40         |  | 50         |
| ---------- |  | ---------- |  | ---------- |  | ---------- |  | ---------- |
| MGNAPAKKDT |  | EQEESVNEFL |  | AKARGDFLYR |  | WGNPAQNTAS |  | SDQFERLRTL |
| GMGSFGRVML |  | VRHQETGGHY |  | AMKILNKQKV |  | VKMKQVEHIL |  | NEKRILQAID |
| FPFLVKLQFS |  | FKDNSYLYLV |  | MEYVPGGEMF |  | SRLQRVGRFS |  | EPHACFYAAQ |
| VVLAVQYLHS |  | LDLIHRDLKP |  | ENLLIDQQGY |  | LQVTDFGFAK |  | RVKGRTWTLC |
| GTPEYLAPEI |  | ILSKGYNKAV |  | DWWALGVLIY |  | EMAVGFPPFY |  | ADQPIQIYEK |
| IVSGRVRFPS |  | KLSSDLKHLL |  | RSLLQVDLTK |  | RFGNLRNGVG |  | DIKNHKWFAT |
| TSWIAIYEKK |  | VEAPFIPKYT |  | GPGDASNFDD |  | YEEEELRISI |  | NEKCAKEFSE |
| F          |  |            |  |            |  |            |  |            |

A: Аланін

C: Цистеїн

D: Аспарагінова кислота

E: Глутамінова кислота

F: Фенілаланін

G: Гліцин

H: Гістидин

I: Ізолейцин

K: Лізин

L: Лейцин

M: Метіонін

N: Аспарагін

P: Пролін

Q: Глутамін

R: Аргінін

S: Серин

T: Треонін

V: Валін

W: Триптофан

Кодований геном білок за функціями належить до трансфераз, кіназ, серин/треонінових протеїнкіназ, фосфопротеїнів. 
Білок має сайт для зв'язування з АТФ, нуклеотидами. 